# Crisis de diciembre de 2001 en Argentina
La Crisis de diciembre de 2001 en Argentina o Crisis del 2001, también referida como «el Cacerolazo», «el Argentinazo», o habitualmente simplificada en Argentina como «el 2001», fue una crisis política, económica, social e institucional, potenciada por una revuelta popular generalizada bajo el lema «¡Que se vayan todos!», que causó la renuncia del entonces presidente de la Argentina Fernando de la Rúa, dando lugar a un período de inestabilidad política durante el cual cinco funcionarios ejercieron el Poder Ejecutivo Nacional en pocas semanas. Sucedió en el marco de una crisis mayor que se extendió entre 1998 y 2002, causada por una larga recesión que disparó una crisis humanitaria, de representatividad, social, económica, financiera y política. 
El desencadenante inicial de la crisis fue la imposición del «Corralito», el 2 de diciembre de 2001, una disposición del gobierno que restringía la extracción de dinero en efectivo de los bancos, diseñada por el entonces ministro de Economía Domingo Cavallo. Esto impactó sobre todo en la clase baja, mayormente no bancarizada, y la clase media que se vio fuertemente restringida para sus movimientos económicos. El 13 de diciembre las centrales obreras declararon una huelga general, y simultáneamente comenzaron a producirse estallidos violentos en algunas ciudades del interior del país y del Gran Buenos Aires, mayormente saqueos por parte de sectores más perjudicados de la población, cortes de rutas y de calles en las ciudades.
La revuelta derivó en un estallido social generalizado la noche del 19 de diciembre de 2001, inmediatamente después de que el presidente radical Fernando de la Rúa anunciara el establecimiento del Estado de sitio, provocando la salida a la calle de decenas de miles de personas en todo el país para manifestar su descontento con el gobierno y los representantes políticos, y se extendió toda la noche y el día siguiente, cuando se impartió la orden de reprimir a los manifestantes, 39 de los cuales fueron asesinados. La mayor parte de las personas que participaron en las protestas fueron auto convocadas y no respondían a ningún partido político, sindicato u organización social estructurada. El 20 de diciembre a las 19:37 De la Rúa renunció y dejó la Casa Rosada en helicóptero.
Durante los siguientes doce días se produjo una alta inestabilidad institucional que llevó también a la renuncia del presidente sucesor Adolfo Rodríguez Saa. El clima de inestabilidad social y económica, así como el desconocimiento generalizado de legitimidad a los representantes políticos, se extendería en los años siguientes.
Las manifestaciones en la calle continuaron durante varios meses y se organizaron mediante asambleas populares en las cuales los manifestantes debatían y tomaban decisiones con la pretensión de que se realizara una refundación política que permitiera una mayor participación de la ciudadanía y control de los representantes.

## Antecedentes

### Situación económica entre 1998 y 2001

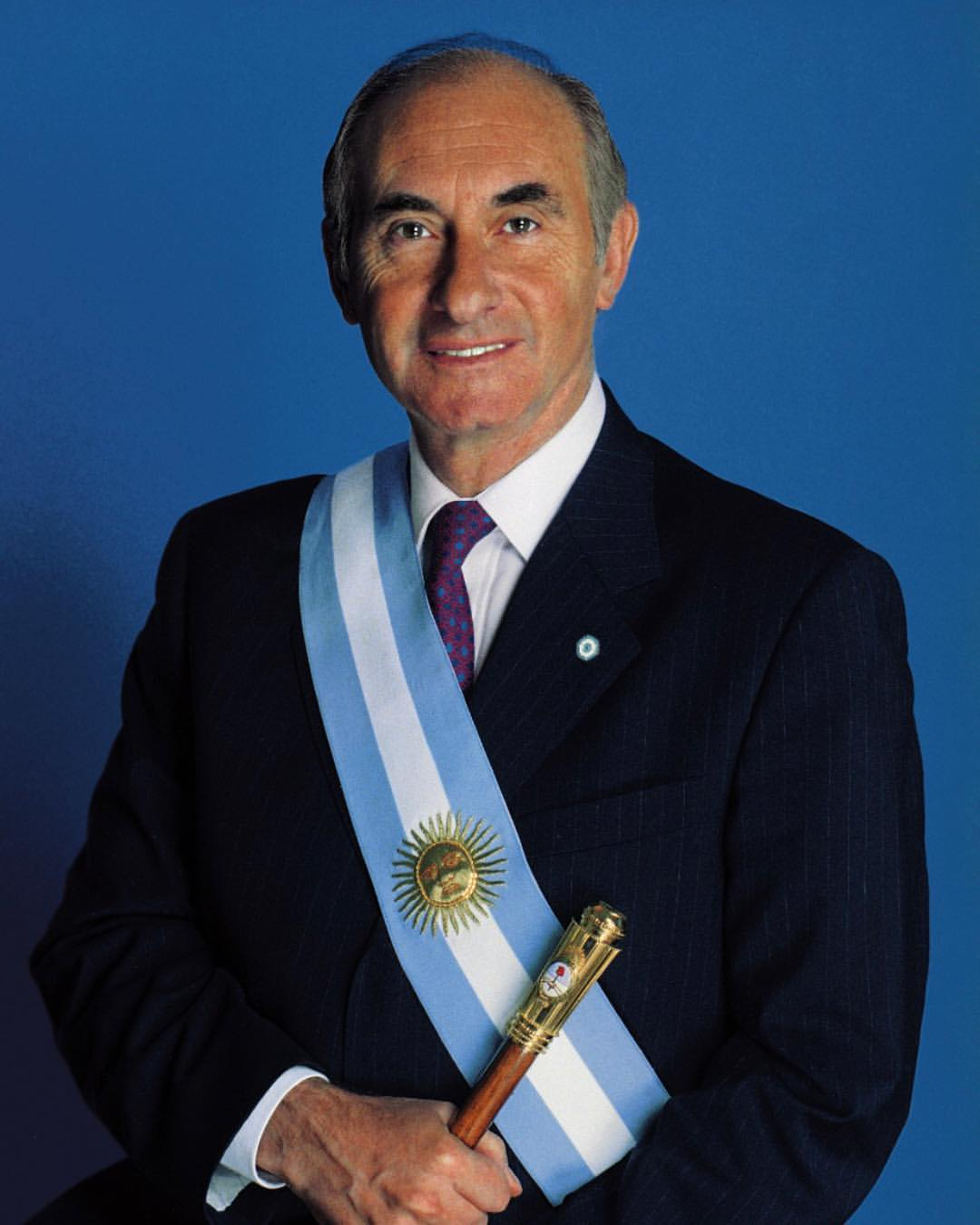
Fotografía oficial de Fernando de la Rúa.

Fernando de la Rúa, como candidato de La Alianza, había asumido la presidencia en diciembre de 1999 en medio de un período de recesión, en parte impulsado por la Ley de Convertibilidad, vigente desde 1991, que establecía una paridad fija del peso argentino con el dólar estadounidense.
Si bien dicha política económica había permitido reducir notablemente la inflación y obtener resultados económicos valorados positivamente por gran parte de la población durante los primeros años del gobierno de Carlos Menem, a partir de 1997 comenzaron a ser cada vez más visibles sus aspectos negativos. Para sostener la convertibilidad se necesitaba el ingreso de dólares en abundancia, algo que en los primeros años se logró con la privatización de casi todas las empresas estatales y los fondos jubilatorios y de pensión. Pero finalizado el proceso de privatizaciones y con una economía agroexportadora primaria que producía un insuficiente ingreso de divisas, el modelo comenzó a depender cada vez más de la toma de deuda externa y su refinanciación a altos intereses, con el fin de mantener la estabilidad.
Uno de los factores que influyeron en el triunfo de La Alianza fue su promesa electoral de mantener la convertibilidad. Precisamente, uno de los eslóganes de campaña de De la Rúa fue "Conmigo, un peso, un dólar". Pese a que las condiciones económicas internacionales habían cambiado, que muchos países habían realizado grandes devaluaciones -entre ellos Brasil, el principal socio comercial de Argentina-, y que diversas voces venían sosteniendo que era indispensable salir de la convertibilidad y retomar el manejo de la moneda "para evitar una catástrofe", el gobierno de La Alianza había decidido mantener el régimen a toda costa.
Por esos motivos, la situación financiera y los problemas del endeudamiento externo se fueron haciendo cada vez más críticos, y el gobierno se vio obligado a realizar dos enormes operaciones de endeudamiento y refinanciación, bajo la supervisión del Fondo Monetario Internacional, que el propio gobierno publicitó con los nombres de El blindaje y El Megacanje.
La inestabilidad económica se reflejó en los constantes cambios de ministros de Economía, pasando por José Luis Machinea (1999 - marzo de 2001), Ricardo López Murphy (marzo - abril de 2001) y por último Domingo Cavallo, quien ya había sido Ministro de Economía entre 1991 y 1996, con el presidente Carlos Menem y que había sido el autor de la Ley de Convertibilidad. 
El 31 de julio de 2001 se sancionó la Ley 25.453 de Déficit Cero, recortando en 3.000 millones de pesos el presupuesto del gobierno, equivalente al 7% del total.
La crisis llegó a un punto insostenible el 29 de noviembre de 2001, cuando los grandes inversionistas comenzaron a retirar sus depósitos monetarios de los bancos y, en consecuencia, el sistema bancario colapsó por la fuga de capitales y la decisión del FMI (Fondo Monetario Internacional) de negarse a refinanciar la deuda y conceder un rescate. En 2019 el propio Fondo Monetario Internacional realizó una investigación interna para indagar si había actuado bien al quitarle el apoyo a la Argentina en 2001, hecho que precipitó la caída de Fernando de la Rúa. Para ello dio participación a la por entonces flamante Oficina de Evaluación Independiente, creada ese mismo año para examinar los procedimientos internos del organismo y mejorar su eficacia. En el informe, si bien se cuestionó la decisión del organismo, también responsabilizó al gobierno de la Alianza de adoptar políticas deficientes o inconsistentes en materia económica y no aceptar alternativas.

### Elecciones legislativas
El 14 de octubre de 2001 se realizaron elecciones legislativas en las que La Alianza oficialista fue derrotada ampliamente por el Partido Justicialista, con el agravante de que el presidente De la Rúa no tuvo espacio político para sostener a ningún candidato. Uno de los datos centrales de la elección fue el llamado "voto bronca", votos en blanco o anulados intencionalmente que alcanzaron el 25% del total, ganando incluso en la Ciudad de Buenos Aires y en la Provincia de Santa Fe, sacando a la luz una grave crisis de representatividad.

### El Corralito

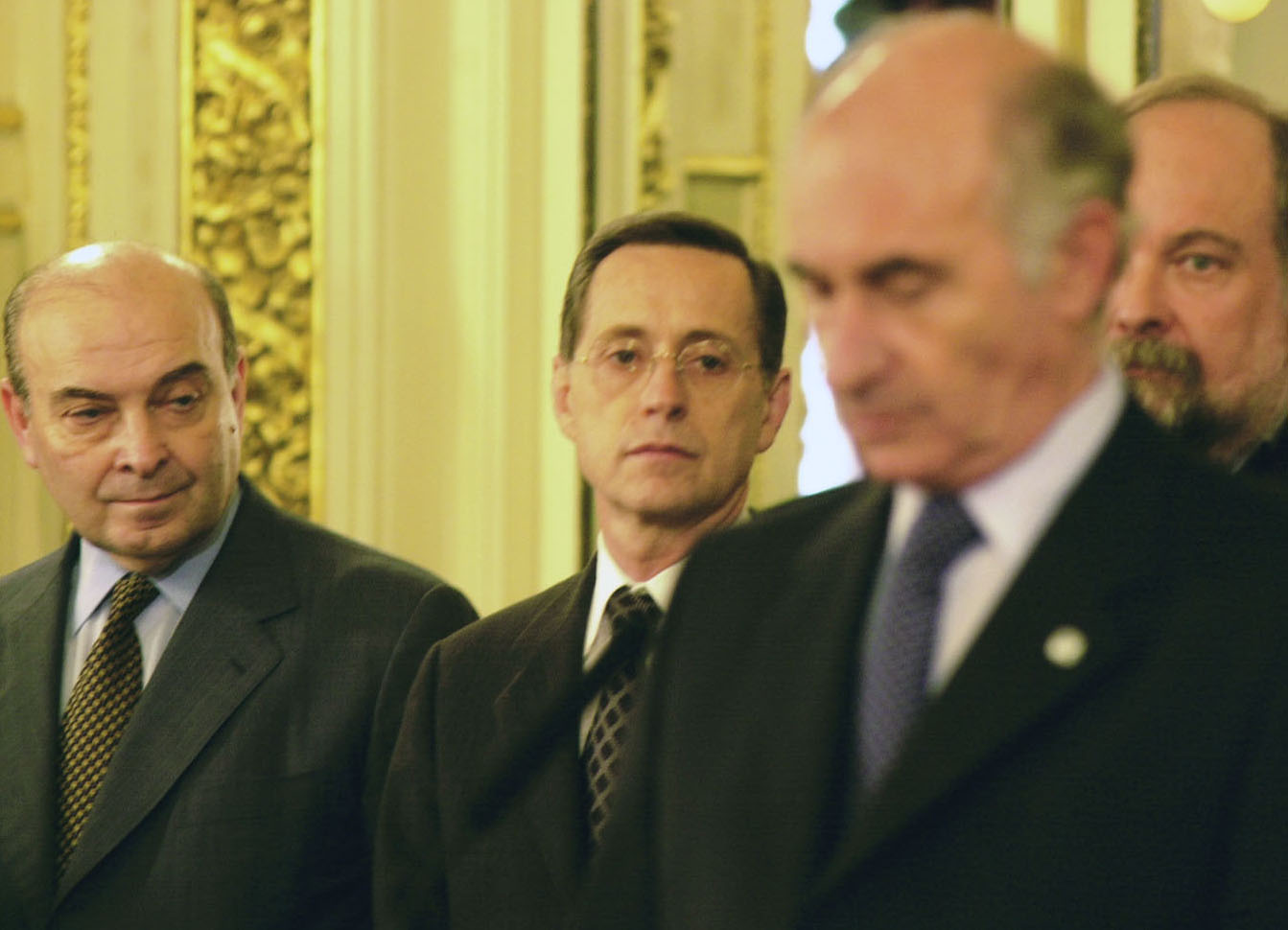
El presidente De la Rúa (al frente, derecha), y el ministro de Economía Domingo Cavallo (a la izquierda), en Casa Rosada el 16 de diciembre de 2001.

A comienzos de diciembre de 2001 el FMI decidió interrumpir el flujo de fondos hacia Argentina, momento para el cual la fuga de capitales era incontrolable, ascendiendo a  millones de dólares desde el inicio de la crisis. En un año, la fuga de divisas sumó US$ 15.771 millones. Cavallo anunció por cadena nacional una medida que fue conocida como "Corralito", imponiendo la bancarización forzosa de la economía, mediante la prohibición de extraer dinero en efectivo de los bancos en sumas superiores a 250 pesos o dólares por semana. Esta medida afectó principalmente a las personas con ingresos informales, entre ellos los trabajadores no registrados por las empresas que en ese momento alcanzaba el 44,8%, cifra que casi duplicaba la de 1994, cuando llegaba a 28,4%.
La reacción popular fue muy negativa, en especial la de la clase media, (teniendo en cuenta que la cifra de la restricción de retiros de 1000 dólares mensuales era superior a los ingresos de la mayoría de la población) por lo que la crisis económica también desembocó en una crisis política. Durante todo diciembre hubo protestas, aunque la protesta masiva más importante estallaría los días 19 y 20 de diciembre.
La posición de De la Rúa se tornó inestable. Un intento de mediación entre la oposición y el gobierno a mediados de diciembre por parte de la Iglesia católica fracasó.

### Huelga general y saqueos

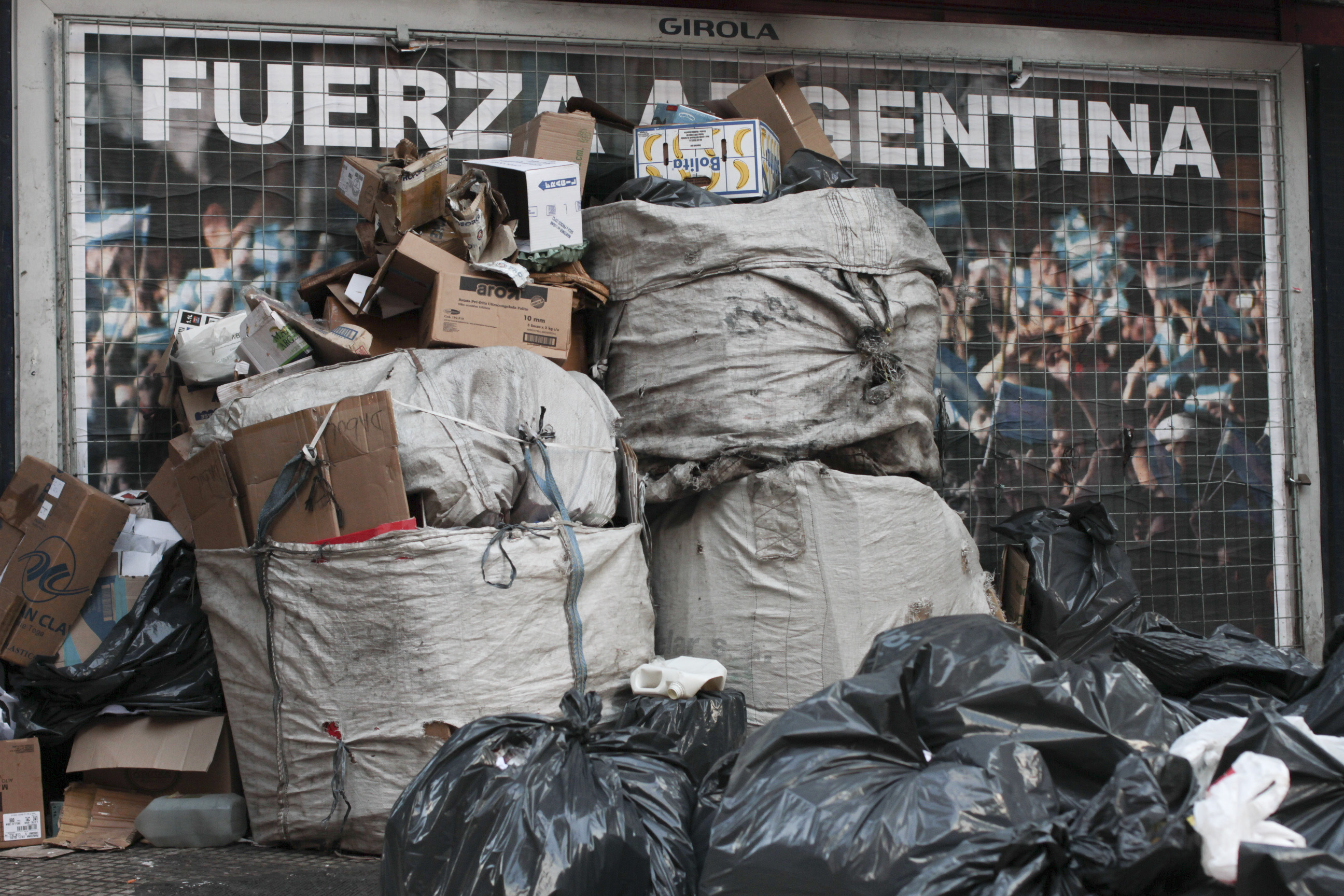
Desde 1990 la actividad cartonera experimenta crecimiento continuado. Durante el periodo fueron actores sociales de cierta importancia, llegando a realizar 78 acciones directas como actor social

El 13 de diciembre, la CGT Oficial, la CGT Disidente y la CTA declararon la séptima huelga general contra la política económica y social del gobierno de De la Rúa. El paro tuvo alto acatamiento, con adhesión de sectores que habitualmente no se sumaban, como el comercio, la clase media y sectores no sindicalizados.
Simultáneamente con la huelga general comenzaron a producirse estallidos entre las clases populares de algunas ciudades de las provincias, llevados adelante por los denominados piqueteros. Varios comercios de zonas empobrecidas del interior del país y del Gran Buenos Aires sufrieron saqueos por parte de sectores de la población desocupadas e indigentes. Durante la crisis fueron asesinadas 39 personas, incluyendo las cinco personas fallecidas en lo que se denominó la Masacre de Plaza de Mayo del 20 de diciembre de 2001, por la que resultaron penalmente condenados el ministro Enrique Mathov, el jefe de la Policía Federal Rubén Santos, y otros funcionarios del gobierno. Hubo muestras de sobra de descomposición social, política y económica. La primera ciudad saqueada del interior del país fue Concepción del Uruguay, Entre Ríos. Los hechos fueron documentados por los periodistas locales Pedro Acuña y Gustavo Sirota. A partir de allí incidentes similares comenzaron a replicarse por el territorio nacional. Los sectores sociales más bajos se llevaron comida y mercadería de grandes supermercados, pero también de negocios de barrios pobres, en un clima de enorme descontrol que posibilitó también la infiltración de ladrones comunes entre los necesitados. Mientras que los pequeños comercios fueron los más afectados por los saqueos en los que la policía liberó la zona, según declararon, "para evitar muertes", los grandes hipermercados fueron protegidos por esta y no sufrieron grandes daños. En esos siete días de saqueos fueron asesinadas siete personas por las fuerzas de seguridad y los propios comerciantes. Por la noche, salieron a las calles céntricas de la Capital sectores de clase media.

## El estallido
Ante la gravedad de la situación, a las 11 de la mañana del día 19 de diciembre, la Iglesia Católica, por medio de la confederación Caritas, convocó a una reunión del más alto nivel de representación política, social y económica en la sede de Cáritas. Como anfitrión ofició monseñor Jorge Casaretto y estuvieron presentes el presidente De la Rúa, el jefe de gabinete, Chrystian Colombo, el ministro de Interior, Ramón Mestre, el jefe de gobierno porteño, Aníbal Ibarra del Frepaso, el senador y líder virtual del Partido Justicialista Eduardo Duhalde, el senador radical y expresidente radical Raúl Alfonsín, los titulares de las dos CGT, Rodolfo Daer y Hugo Moyano, y de las entidades empresarias, como Osvaldo Cornide de CAME, o Enrique Crotto de la Sociedad Rural Argentina. Los asistentes le reclamaron a De la Rúa la urgente salida del ministro Domingo Cavallo y un cambio del rumbo económico, pero el jefe de Estado ratificó al modelo y al titular del palacio de Hacienda.
La noche del 19 de diciembre el presidente De la Rúa habló por televisión en cadena nacional para anunciar que había impuesto por decreto el estado de sitio, suspendiendo las garantías constitucionales. La Constitución argentina establece que la declaración del estado de sitio es una función exclusiva del Congreso de la Nación cuando se encuentra en período de sesiones (art. 75, inc. 29).
Paralelo a ello, parte de la guardia presidencial (el Regimiento de Granaderos a Caballo General San Martín) se había alistado en la residencia de Olivos. Otra parte quedó en la Casa Rosada, cuya entrada en el número 50 de la Calle Balcarce ostentó una ametralladora calibre 12.70. En ambos sitios también se movilizaron soldados con municiones y armas automáticas.

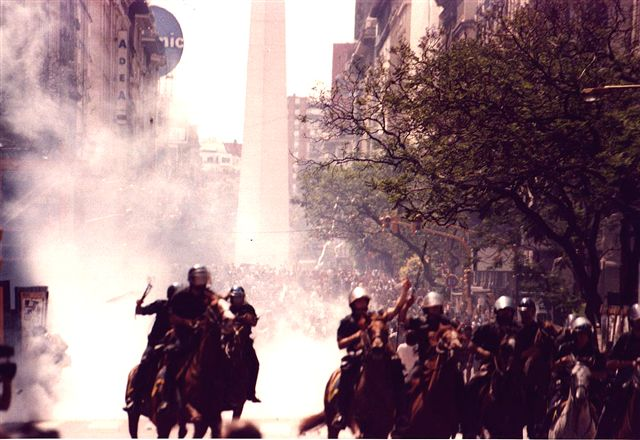
Policía montada en la Avenida Diagonal Norte, 20 de diciembre de 2001.

Inmediatamente después de terminado el anuncio del estado de sitio, millones de personas en todo el país empezaron a hacer sonar cacerolas desde sus casas y muchas salieron a las calles dando inicio a lo que se conoció como "el Cacerolazo". Un gran grupo se concentró frente a la Casa Rosada exigiendo la renuncia del presidente De la Rúa y comenzando a corear una consigna que caracterizaría al movimiento: "¡que se vayan todos!".
El presidente siguió los hechos a través del canal Todo Noticias del Grupo Clarín. Durante la tarde del 19 llegó a solicitar al entonces Comité Federal de Radiodifusión que interfiriera la señal del canal.
Se sucedieron también protestas durante la madrugada del 20 de diciembre, frente a la casa del Ministro de Economía Domingo Cavallo y en la Plaza de Mayo, que fueron reprimidas. A pesar del estado de sitio decretado por De la Rúa, las calles de Buenos Aires y de otras ciudades del país se llenaron de protestas dando lugar a la renuncia del ministro Cavallo presentada por la noche del día 19, y aceptada a las 3 de la mañana del día siguiente. El ministro también solicitó garantías a su seguridad personal.
En la mañana del 20 quedaban unos pocos manifestantes entre los que se encontraban oficinistas, empleados, amas de casa y niños; comenzaron a arribar miembros de organizaciones políticas. Entre los integrantes de estas organizaciones políticas que marcharon a la Plaza de Mayo se encontraban, entre otros, Madres de Plaza de Mayo y grupos de piqueteros pertenecientes a la agrupación Quebracho. Un grupo de Madres de Plaza de Mayo fueron agredidas por agentes de la Policía Montada.
En la plaza también estaba presente la jueza federal María Romilda Servini quien intentó sin éxito frenar la represión policial, siendo también afectada por los gases lacrimógenos de la Policía Federal, cuyos uniformados estaban equipados con escopetas y armas de distinto calibre (haciendo uso de balas de plomo), con la orden de despejar la plaza de manifestantes.
Esta represión, que se transmitió por todos los canales de televisión y radio, e incluso por emisoras internacionales, en directo durante todo el día, generó que más grupos políticos y manifestantes ocasionales se acercaran a la Plaza. Con el correr de las horas los incidentes fueron creciendo en intensidad y se produjeron cuatro muertes de manifestantes que se presumen a manos de la policía, si bien las investigaciones judiciales aún no han finalizado.

### Renuncia del presidente
Mientras tanto, la noche del 19 de diciembre, y tras el pedido de renuncia de Cavallo, el resto del gabinete también puso sus renuncias a disposición del Presidente. El ministro del Interior, Ramón Mestre, vació su despacho tras renunciar en la mañana del día 20. Por la tarde le siguió el ministro de Justicia y hermano del presidente, Jorge de la Rúa.
A las 16:00, De la Rúa anunciaba por cadena nacional que no renunciaría a la presidencia e instaba a la oposición y otros sectores a dialogar. Se presentó ante las cámaras con solo tres de sus ministros y el vocero presidencial Juan Pablo Baylac. El pedido fracasó. En su mensaje (que duró unos 11 minutos), ofreció al Partido Justicialista un gobierno de unidad, convocó a un acuerdo para reformar la Constitución y «efectuar todos las variantes políticas que sean necesarias para mejorar la situación del país». También comunicó el desdoblamiento del ministerio de Economía, creando el ministerio de Producción (que hubiese integrado las áreas de industria e infraestructura) a cargo de Nicolás Gallo y el pase a la Jefatura de Gabinete de las secretarías de Hacienda, Finanzas e Impuestos.
Ese día, el presidente debía viajar a Montevideo a una reunión del Mercosur, pero decidió cancelar el viaje a última hora.
El cariz de los acontecimientos hizo que ya se previera la posibilidad de un rescate helitransportado, para lo cual se planeó el posible aterrizaje del helicóptero presidencial en la terraza, algo imposible por la debilidad de la estructura. No obstante el entonces coordinador del Departamento Técnico de la Casa Militar, el arquitecto Mario Casares y el jefe de la Casa Militar, el vicealmirante Carlos Carbone -con menos de 48 horas en su cargo- llegaron al acuerdo de posarse sin descargar el peso de la aeronave; y fueron hasta el techo con el jefe de operaciones de los helicópteros, el comodoro Sergio Castro, que dibujó un croquis, con las antenas de la zona y otros riesgos posibles durante la aproximación.

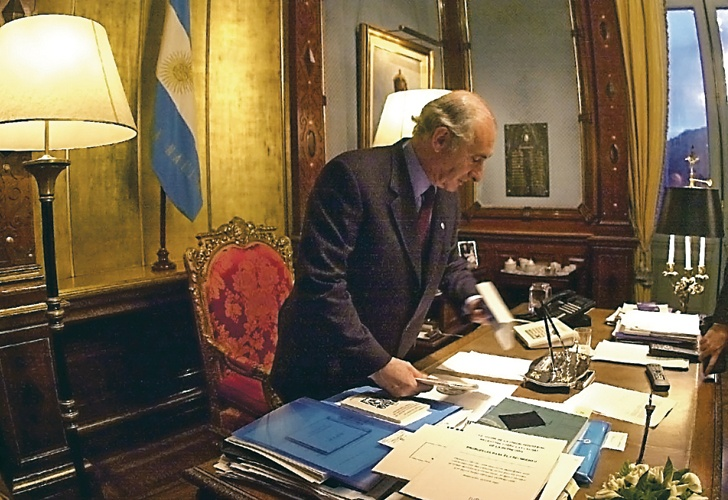
De la Rúa retirando objetos de su escritorio tras presentar la renuncia.

A las 19:37, De la Rúa renunció luego de que fracasaran sus intentos políticos de salvar al Gobierno. Previamente, el Canciller Adalberto Rodríguez Giavarini solicitó una hoja con membrete presidencial, donde el mandatario escribió su renuncia de puño y letra, dirigiéndose a Ramón Puerta, presidente provisional del Senado. Luego en el despacho presidencial, firmó su último decreto: 1682/2001, «para regularizar las acciones de la Policía y enmarcarlas dentro del contexto de conmoción interior». También se comunicó con el jefe del bloque de senadores radicales, Carlos Maestro. El fotógrafo presidencial, Víctor Bugge, registró la imagen del ya expresidente acomodando sus cosas en su escritorio.
El contenido de su carta de renuncia fue el siguiente:

20 de diciembre de 2001

Al señor presidente provisional del honorable senado, ingeniero Ramón Puerta:
Me dirijo a usted para presentar mi renuncia como Presidente de la Nación. Mi mensaje de hoy para asegurar la gobernabilidad y constituir un Gobierno de unidad fue rechazado por líderes parlamentarios.
Confío que mi decisión contribuirá a la paz social y a la continuidad institucional de la República. Pido por eso al honorable Congreso que tenga a bien aceptarla.
Lo saludo con mi más alta consideración y estima y pido a Dios por la ventura de mi Patria.

Fernando de la Rúa.

Tras ello fue en ascensor a la azotea de la Casa Rosada ya cerca de las 20, para dirigirse en un helicóptero de la VII Brigada de Moreno hacia la Quinta de Olivos junto con su edecán. La opción de utilizar la vía aérea para retirarse de la Casa de Gobierno había sido tomada durante la mañana del 20 por el jefe de la Casa Militar debido a las manifestaciones en las calles aledañas, pese al temor de que el uso del viejo helipuerto afectara la estructura del edificio (de hecho, el helicóptero se mantuvo en vuelo estacionario por ese motivo, apenas posado sobre el edificio para que el apoyo de las ruedas libere la apertura de puertas). A las 19.52 el suboficial de la Fuerza Aérea José Luis Orazi abrió la puerta del helicóptero Sikorsky S76B matrícula H-02  «Virgen de Loreto». Todo transcurrió en un minuto, según el registro oficial de vuelo. De allí en más enfilaron hacia la Quinta de Olivos, aunque llegaron a manejar dos opciones más: Campo de Mayo y Uruguay, si el peligro aumentaba. El entonces jefe del Ejército, Ricardo Brinzoni, puso a disposición de la familia presidencial las guarniciones militares del país.
Ya en las últimos momentos del día 20, se retiró de la Casa Rosada el secretario general de presidencia Nicolás Gallo (pasadas las 20:20), quedando solo el jefe de Gabinete Chrystian Colombo. Colombo, durante las horas siguientes, se hizo cargo de «la seguridad y la administración mínima del Estado». Sin embargo la figura de Colombo era cuestionada por diversos actos de corrupción siendo el jefe del gabinete del gobierno radical de Fernando de la Rúa Chrystian Colombo comenzó a ser investigado por una estafa de 12,5 millones de dólares en contra del Banco Nación y en beneficio del Banco Macro del empresario Jorge Brito de gran cercanía al radicalismo. Mientras Colombo era directivo del grupo Macro y se consumó durante su gestión como presidente delBanco  Nación, entonces fue Pedro Pou quien se abstuvo de ordenar los pertinentes sumarios. Colombo era uno de los principales líderes de la UCR junto a Enrique Nosiglia Durante varios años se denunció el carácter de caja política del Macro en su directorio figuraron  Delfín Ezequiel Carballo y el delegado del radical Enrique Nosiglia, Roberto Eilbaum el Banco Macro fue uno de los conductos por los cuales fluyeron fondos oficiales hacia las empresas de la entonces familia presidencial.
Como la Asamblea Legislativa aún no había considerado su renuncia, De la Rúa regresó a la Casa de Gobierno la mañana del 21 de diciembre, reuniéndose con Felipe González y firmando un decreto que derogó el estado de sitio.

## Víctimas y responsables
En el curso de la crisis, fuerzas policiales y en algunos casos civiles armados, reprimieron la protesta popular causando en todo el país la muerte de 39 personas, entre ellas siete adolescentes entre trece y dieciocho años y siete mujeres.
| Nombre                       | Edad | Lugar                           | Provincia                       |
| ---------------------------- | ---- | ------------------------------- | ------------------------------- |
| Guadalupe Fernández          | 46   | Almirante Brown                 | Buenos Aires                    |
| Roberto Agustín Gramajo      | 19   | Almirante Brown                 | Buenos Aires                    |
| Julio Hernán Flores          | 15   | Merlo                           | Buenos Aires                    |
| Pablo Marcelo Guías          | 23   | San Francisco Solano            | Buenos Aires                    |
| Cristian E. Legendre         | 20   | Castelar                        | Buenos Aires                    |
| Damián Vicente Ramírez       | 14   | Gregorio de Laferrere           | Buenos Aires                    |
| Ariel Maximiliano Salas      | 30   | Gregorio de Laferrere           | Buenos Aires                    |
| Mariela Rosales              | 28   | Lomas de Zamora                 | Buenos Aires                    |
| José Vega                    | 19   | Moreno                          | Buenos Aires                    |
| Carlos Manuel Spinelli       | 25   | Pablo Nogués                    | Buenos Aires                    |
| Ricardo Álvarez Villalba     | 23   | Rosario                         | Santa Fe                        |
| Ricardo Villalba             | 16   | Rosario                         | Santa Fe                        |
| Walter Campos                | 17   | Rosario                         | Santa Fe                        |
| Juan Delgado                 | 28   | Rosario                         | Santa Fe                        |
| Yanina García                | 18   | Rosario                         | Santa Fe                        |
| Claudio "Pocho" Lepratti     | 35   | Rosario                         | Santa Fe                        |
| Rubén Pereyra                | 20   | Rosario                         | Santa Fe                        |
| Sandra Ríos                  |      | Rosario                         | Santa Fe                        |
| Miguel Pacini                | 35   | Santa Fe                        | Santa Fe                        |
| Graciela Acosta              | 35   | Villa Gobernador Gálvez         | Santa Fe                        |
| Carlos Almirón               | 24   | Ciudad Autónoma de Buenos Aires | Ciudad Autónoma de Buenos Aires |
| Gustavo Ariel Benedetto      | 30   | Ciudad Autónoma de Buenos Aires | Ciudad Autónoma de Buenos Aires |
| Diego Lamagna                | 26   | Ciudad Autónoma de Buenos Aires | Ciudad Autónoma de Buenos Aires |
| Alberto Márquez              | 57   | Ciudad Autónoma de Buenos Aires | Ciudad Autónoma de Buenos Aires |
| Gastón Marcelo Riva          | 30   | Ciudad Autónoma de Buenos Aires | Ciudad Autónoma de Buenos Aires |
| Rubén Aredes                 | 24   | Ciudad Autónoma de Buenos Aires | Ciudad Autónoma de Buenos Aires |
| Jorge Cárdenas               | 52   | Ciudad Autónoma de Buenos Aires | Ciudad Autónoma de Buenos Aires |
| Romina Ituráin               | 15   | Paraná                          | Entre Ríos                      |
| Rosa Eloísa Paniagua         | 13   | Paraná                          | Entre Ríos                      |
| José Daniel Rodríguez        | 25   | Paraná                          | Entre Ríos                      |
| Sergio Miguel Ferreira       | 20   | Córdoba                         | Córdoba                         |
| David Ernesto Moreno         | 13   | Córdoba                         | Córdoba                         |
| Sergio Pedernera             | 16   | Córdoba                         | Córdoba                         |
| Luis Alberto Fernández       | 27   | Tucumán                         | Tucumán                         |
| Ramón Alberto Arapi          | 22   | Corrientes                      | Corrientes                      |
| Juan Alberto Torres          | 21   | Corrientes                      | Corrientes                      |
| Elvira Avaca                 | 46   | Cipolletti                      | Río Negro                       |
| Fuente: La Izquierda Diario. |      |                                 |                                 |

Once muertes sucedieron en la provincia de Buenos Aires (Diego Ávila, Víctor Enríquez, Julio Flores, Roberto Gramajo, Pablo Guías, Cristian Legembre, Damián Ramírez, Mariela Rosales, Ariel Salas, José Vega y Carlos Spinelli), diez en Santa Fe -ocho de ellos en Rosario- (Graciela Acosta, Ricardo Rodolfo Villalba, Ricardo Villalba, Walter Campos, Juan Delgado, Yanina García, Claudio "Pocho" Lepratti, Miguel Pacini, Rubén Pereyra y Sandra Ríos) siete en la Capital Federal (Carlos Almirón, Gustavo Ariel Benedetto, Diego Lamagna, Alberto Márquez, Gastón Marcelo Riva, Rubén Aredes y Jorge Cárdenas), tres en Entre Ríos (Romina Ituráin, Rosa Paniagua y José Rodríguez), tres en Córdoba (Sergio Ferreira, David Moreno y Sergio Pedernera), dos en Corrientes (Ramón Arapi y JUan Alberto Torres), una en Tucumán (Luis Fernández) y una en Río Negro (Elvira Avaca). Los más chicos, Rosa Eloísa Paniagua y David Moreno, apenas tenían 13 años.
La mayor represión se produjo en pleno centro de Buenos Aires, siendo conocida como la Masacre de Plaza de Mayo, donde fueron asesinadas cinco personas (Carlos Almirón, Gustavo Ariel Benedetto, Diego Lamagna, Alberto Márquez y Gastón Marcelo Riva), se intentó asesinar a otras cuatro (Marcelo Dorado, Martín Galli, Sergio Rubén Sanchéz y Paula Simonetti) y sufrieron lesiones otras 227. Estos crímenes fueron investigados de manera unificada, dando origen a dos juicios. En el primero se enjuició a Jorge Varando por abuso de arma de fuego en el asesinato de Gustavo Benedetto, siendo absuelto por prescripción de la acción penal.. El segundo juicio comenzó en 2014 y finalizó el primer semestre de 2016. Allí fueron acusados 17 personas por homicidio, intento de homicidio y lesiones, entre ellas el entonces secretario de Seguridad Enrique Mathov y el entonces jefe de la Policía Federal Argentina Rubén Santos. El expresidente Fernando de la Rúa había sido procesado en primera instancia, pero fue desprocesado con decisión final de la Corte Suprema, lo que llevó al Centro de Estudios Legales y Sociales a denunciar por impunidad al Estado argentino ante la Corte Interamericana de Derechos Humanos, donde solicitó el juzgamiento de De la Rúa.
El 22 de mayo de 2016 el tribunal dictó el fallo condenando a diez de los diecisiete procesados:
1. Enrique Mathov: culpable. Condenado a la pena de 4 años y 9 meses de prisión.
2. Rubén Santos: culpable. Condenado a la pena de 4 años de prisión
3. Raúl Andreozzi: culpable. Condenado a la pena de 3 años y seis meses de prisión.
4. Norberto Gaudiero: culpable. Condenado a la pena de 3 años de prisión.
5. Carlos José López: culpable. Condenado a la pena de 6 años de prisión.
6. Roberto Juárez: culpable. Condenado a la pena de 4 años de prisión.
7. Gonzalo Firpo Castro: culpable. Condenado a la pena de 3 años de prisión en suspenso.
8. Víctor Belloni:culpable. Condenado a la pena de 3 años de prisión en suspenso.
9. Omar Bellante: culpable. Condenado a la pena de 3 años de prisión en suspenso.
10. Eugenio Figueroa: Condenado a la pena de 4 años de prisión

En 2003 fue condenado a diez años de prisión, en Entre Ríos, el cabo de la policía provincial Silvio Martínez por el asesinato de Rosa Paniagua. En 2004 fue condenado a 14 años de prisión el policía santafesino Esteban Velázquez, por el asesinato en Rosario de Claudio "Pocho" Lepratti, un militante social en memoria de quien León Gieco compuso la canción «El ángel de la bicicleta». En 2007 un tribunal oral de La Matanza condenó a quince y seis años respectivamente, al comerciante Luis Mazzi y a su guardaespalda Bernardo Joulie, por los homicidios de Damián Ramírez y Ariel Salas. Ese mismo año fue condenado a once años de prisión -luego de ser absuelto en primera instancia- el policía santafesino Luis Quiroz, por el asesinato de Graciela Acosta, una militante social rosarina que tenía siete hijos. En 2010 fue condenado a diez años y ocho meses de prisión el comerciante Miguel Lentini por el asesinato de Cristian Legendre. En 2014 quedó firme la condena a dos años y ocho meses de prisión condicional de los policías santafesinos Roberto De la Torre, Rubén Darío Pérez, Marcelo Fabián Arrúa y Carlos Alberto de Souza, por encubrimiento del homicidio de Claudio Lepratti.
En 2016 la mayoría de las investigaciones judiciales sobre los asesinatos y lesiones graves cometidos el 19 y 20 de diciembre de 2001, se encontraban paralizadas o no habían sido elevadas a juicio.

## Consecuencias

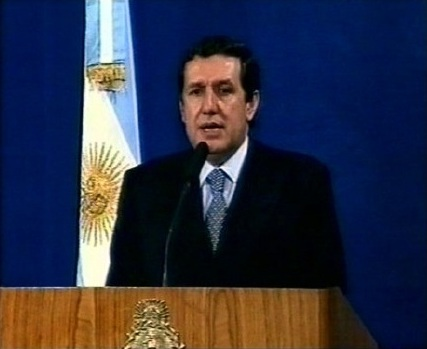
Conferencia de prensa de Ramón Puerta.

Durante los días y meses posteriores siguieron sucediéndose protestas y cacerolazos.
El movimiento provocó en primer lugar la renuncia de Fernando de la Rúa, lo que no frenó la crisis política. En la noche del día 20 se hacía cargo del Poder Ejecutivo el presidente de la Cámara de Senadores Ramón Puerta, miembro del Partido Justicialista que fuera opositor al gobierno de La Alianza, quien convocó a la Asamblea Legislativa para elegir un nuevo presidente.

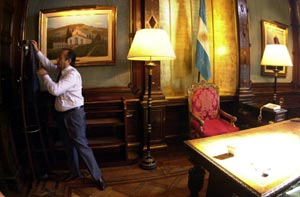
Rodríguez Saá en el despacho presidencial.

El día 23 asumía la presidencia Adolfo Rodríguez Saá, también del Partido Justicialista. Entre sus primeras medidas dispuso la suspensión del pago de la deuda externa, anuncio que fue hecho en el Congreso y acompañado por aplausos por parte de los presentes. 
El 30 de diciembre Rodríguez Saá renunció con pedido simultáneo de licencia, alegando falta de apoyo político, lo que desencadenó una nueva ola de inestabilidad. Ante la imposibilidad de encontrar al senador Puerta, debió hacerse cargo del Poder Ejecutivo el presidente de la Cámara de Diputados Eduardo Camaño, quien procedió a convocar otra vez a la Asamblea Legislativa para elegir un nuevo presidente.

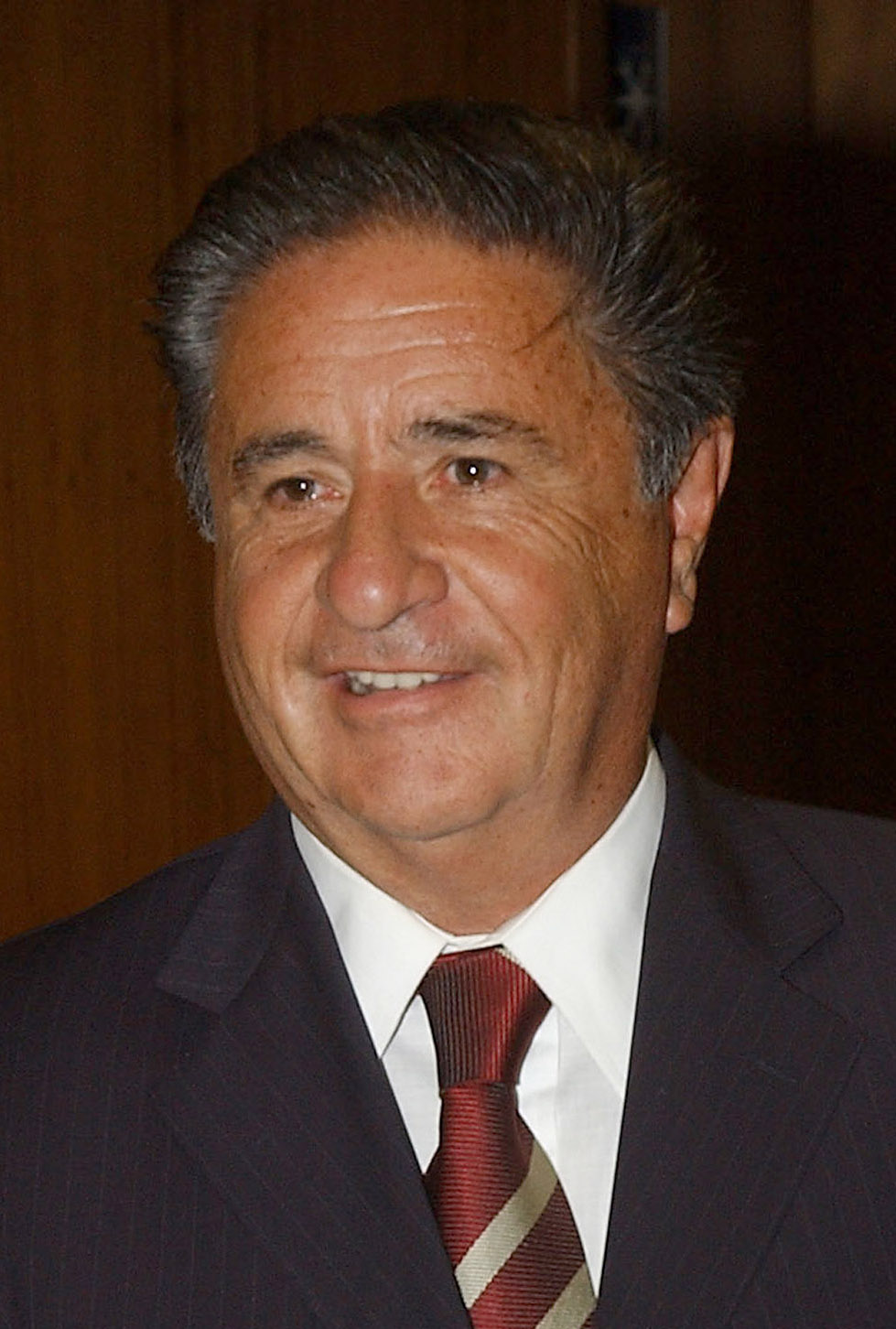
Eduardo Duhalde, presidente interino luego de los disturbios.

El 1 de enero de 2002 asumió la presidencia interina el exgobernador y senador bonaerense Eduardo Duhalde del Partido Justicialista, quien había sido candidato a presidente en las elecciones de 1999, perdiendo ante De la Rúa. En su discurso de asunción, reiteró la promesa realizada por Rodríguez Saa, de devolver el dinero sustraído a la población, en la misma cantidad en que habían sido depositados, con la frase: “el que depositó dólares, recibirá dólares”, en la misma moneda en que éstos habían sido efectuados, así garantizaba la paz social y el fin de la controvertida Convertibilidad.
En su discurso de asunción Duhalde sintetizaba la situación socioeconómica de la siguiente forma:

“No es momento, creo, de echar culpas. Es momento de decir la verdad. La Argentina está quebrada. La Argentina está fundida. Este modelo en su agonía arrasó con todo. La propia esencia de este modelo perverso terminó con la convertibilidad, arrojó a la indigencia a 2 millones de compatriotas, destruyó a la clase media argentina, quebró a nuestras industrias, pulverizó el trabajo de los argentinos. Hoy, la producción y el comercio están, como ustedes saben, parados; la cadena de pagos está rota y no hay circulante que sea capaz de poner en marcha la economía.”

Cinco días después, el 6 de enero de 2002, derogó los aspectos esenciales de la Ley de Convertibilidad N° 23.928 eliminando las operaciones de conversión monetaria 1 a 1 y la exigencia de contar con reservas por el 100% de la base monetaria, dando inicio al régimen conocido como de "pesificación asimétrica".
La promesa de devolución de los dólares depositados nunca fue cumplida.

## Impacto

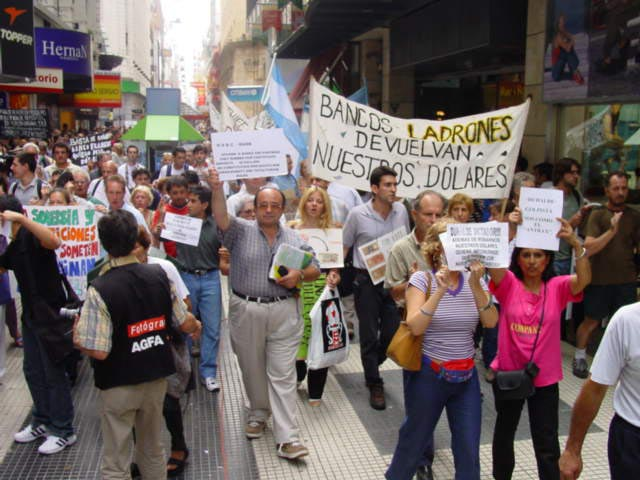
Una protesta de ahorristas contra bancos durante principios de 2002. Su refrán fue: «¡Chorros chorros chorros, devuelvan los ahorros!» “Chorro” es un argentinismo que significa “ladrón”.

Las experiencias organizativas y económicas acontecidas a partir del Argentinazo han inspirado en diferente medida a varios movimientos políticos aun cuando los protagonistas de este a nivel general no estuvieran movilizados por una línea política definida. Uno de los que más destaca la importancia de aquellas es el movimiento libertario internacional que ve en el antipartidismo, pero sobre todo en el surgimiento de asambleas barriales de democracia directa,[cita requerida] empresas recuperadas y la economía asociativa, una muestra de la posibilidad de autogobierno.
Así también otros movimientos o idearios más difusos han visto en estos hechos la evidencia de un nuevo orden social y económico, cada cual proponiendo su vía.
En otro orden de consideraciones, a nivel regional esta crisis tuvo una incidencia directa en el vecino Uruguay. Como varios miles de argentinos tenían depositadas cifras millonarias en cuentas del sistema bancario uruguayo, ante la necesidad de disponer de su dinero realizaron masivos retiros, en lo que se consideró "la corrida bancaria más larga de la historia": el Banco Central del Uruguay no cesó de inyectar dinero a los bancos en problemas, hasta que las reservas de Uruguay casi se agotaron. Esto, sumado a las múltiples debilidades que venía exhibiendo la economía uruguaya y a imperfecciones de supervisión de su sistema financiero (con menor intervención estatal respecto del argentino), a la postre ocasionó el desencadenamiento de la crisis bancaria de 2002 en Uruguay.

## Terminología
Las expresiones más usuales para referirse a estos hechos son "la Crisis de 2001" —o simplemente "El 2001"—, "Cacerolazo de 2001" —o simplemente "El Cacerolazo"—. También suele utilizarse la expresión "El Argentinazo", especialmente en sectores de izquierda.
Otras expresiones utilizadas con menos frecuencia en los medios de comunicación son «Diciembre Trágico», "Diciembre Negro", y el "Estallido de 2001", esta última haciendo alusión a la canción «Se viene» ("Se viene el estallido..."), del disco Libertinaje (1998), perteneciente a la banda de rock Bersuit Vergarabat, que es citada como «premonitoria» ya que su letra indicaba que se produciría un estallido social, que sucedió tres años más tarde a la salida de esa canción.
Según Fernando de la Rúa se trató de "golpe cívil" liderado por Eduardo Duhalde, opositores y algunos radicales que estaban en desacuerdo con su gobierno culpando entre otros a Raúl Alfonsín.